# Pomsta hraběte Gundolfa
Pomsta hraběte Gundolfa (německy Stunden in der Geisterbahn) je první díl ze série Klubu záhad od Thomase Breziny. Vyšel v roce 2005. Vydalo ji nakladatelství Fragment.

## Děj
Kniha začíná, když se naši hrdinové dozvídají o zmizení jejich spolužačky Uršuly. Jako poslední byla viděna jak jde k hradu Skřekov kde kdysi žil hrabě Gundolf. 
V legendách se praví, že kdo vstoupí do hradu, tak už z něj nikdy nevyjde.
Právě hlavním hrdinům pak přichází prapodivný dopis právě od ztracené Uršuly v kterém je prosí o pomoc. Nikdo z nich nechápe proč zrovna oni a co by měli udělat.
Přesto se po zdlouhavém rozhodování do hradu vypraví a tam zjistí že tam běhá velká příšera